# Teódoto de Quio
Teódoto de Quio (morto em 43 a.C. ou 42 a.C.) foi o tutor de retórica do jovem rei egípcio Ptolemeu XIII.

## Biografia
Teódoto de Quíos era um orador treinado e o tutor de Ptolemeu XIII. Foi um dos três homens influentes que lideraram a tutela do jovem rei egípcio após a morte de Ptolemeu XII (primavera de 51 a.C.). O mais poderoso desses homens era o eunuco e ministro Potino, o segundo na hierarquia era o comandante em chefe Áquila e, finalmente, em terceiro lugar, Teódoto. No outono de 50 a.C., esses três guardiões conseguiram garantir a participação de Ptolemeu XIII no Egito, juntamente com sua ambiciosa irmã mais velha Cleópatra VII, que no primeiro ano de sua ascensão ao trono (primavera de 51 a.C.) conseguiu governar sozinha. No final de 49 a.C., Potino e seus companheiros expulsaram a rainha do Egito. Então, o faraó tornou-se o único governante, mas ainda estava sob a influência de seus três guardiões.
A rainha destronada logo organizou seu próprio exército recrutando mercenários na Palestina. Ptolemeu XIII e seus conselheiros foram forçados a se posicionar com seu exército perto da fortaleza da fronteira egípcia de Pelúsio, não muito longe das tropas de Cleópatra. Naquela época (final de 48 a.C.), o triúnviro romano Pompeu – que havia perdido a decisiva batalha de Farsalos contra Júlio César – apareceu na costa egípcia, perto de Pelúsio, e pediu asilo e assistência ao faraó aliado.
Os conselheiros de Ptolemeu XIII concordaram oficialmente com a petição de Pompeu para ganhar tempo. Após a partida dos mensageiros romanos, um conselho de estado foi realizado para discutir os próximos passos. César em seu Commentarii de Bello Civili e o poeta romano Lucano em sua Farsália não mencionam a participação do retórico neste conselho, mas outras fontes dizem que sua sugestão de assassinar Pompeu foi aceita. Com habilidade profissional, justificou seu plano: se Pompeu fosse recebido, tornaria-se o governante do Egito, tornando César o inimigo do país. Caso fosse rejeitado, ficaria descontente com a recusa e César também ficaria insatisfeito, porque ele tinha que continuar sua busca; então o melhor caminho era matar Pompeu. Assim, César ficaria satisfeito e o general romano assassinado não seria mais um perigo, "porque um morto não poderia morder". O assassinato de Pompeu foi executado por Lúcio Septímio a mando de Áquila.
Apenas dois dias depois, César chegou com uma frota em Alexandria. Segundo o historiador romano Tito Lívio e o biógrafo grego Plutarco, foi Teódoto quem entregou imediatamente o anel de sinete e a cabeça de Pompeu a César. Mas o general romano estava supostamente enojado e chorou. Historiadores antigos e modernos têm opiniões diferentes se as lágrimas de César foram honestas. O ditador ficou no Egito e tentou ganhar influência nos assuntos políticos, alegando decidir a luta ptolemaica pelo trono. Também exigiu o pagamento de uma grande quantia em dinheiro que o governo egípcio supostamente lhe devia pela restauração militar de Ptolemeu XII em 55 aC. Esse comportamento causou uma guerra entre o ditador romano e os apoiadores de Ptolemeu XIII. Como o exército de César era pequeno demais, ele só poderia vencer a guerra após longos e duros combates.
Potino e Áquila foram assassinados no decurso da guerra, mas Teódoto conseguiu escapar do Egito. Posteriormente, teve uma existência miserável. Morreu na Ásia em 43 a.C. ou 42 a.C. quando Marco Júnio Bruto ou Caio Cássio Longino o mataram cruelmente. O famoso retórico romano Quintiliano conta que "uma discussão com César sobre o castigo de Teódoto" foi um assunto nas escolas de retórica.

## Em outras mídias
- Teódoto é um dos personagens de Caesar and Cleopatra, de George Bernard Shaw. Ele foi interpretado por Ernest Thesiger na adaptação cinematográfica de 1946.
- Foi interpretado por Herbert Berghof na épica adaptação cinematográfica de Cleópatra de Joseph L. Mankiewicz, em 1963.
- Na minissérie de televisão The Cleopatras de 1983, Teódoto é interpretada por Graham Crowden.
- No episódio "Caesarion" da série de televisão Rome Teódoto é retratado pelo ator David de Keyser. Ele é decapitado pelos romanos e sua cabeça é colocada numa espinho na parede externa do palácio do faraó.
- Há também o poema "Theodotus", de Konstantínos Kaváfis.